# 소화 효소

이자와 소장의 소화 효소 모식도

소화 효소(消化酵素, 영어: digestive enzyme)는 고분자를 더 작은 빌딩 블록으로 분해하여 체내 흡수를 촉진하는 효소군(群)이다. 소화 효소는 동물(사람 포함)의 소화관과 식충식물의 소화관에서 발견되며 음식물의 소화를 돕는다. 뿐만 아니라 세포 내부, 특히 세포의 생존 유지에 기능을 하는 리소좀에서 발견된다. 다양한 특이성의 소화 효소는 침샘에서 분비되는 침, 위벽의 분비 세포에서 분비되는 위액, 이자의 외분비 세포에서 분비되는 이자액, 소장 내벽에 있는 상피 세포의 세포막에서 발견된다.
소화 효소는 이들이 표적으로 하는 기질에 따라 분류된다.
- 라이페이스(지질가수분해효소)는 지방과 기름에서 지방산을 분리한다.
- 프로테에이스(단백질가수분해효소)와 펩티데이스는 단백질을 작은 펩타이드와 아미노산으로 분해한다.
- 아밀레이스는 녹말 및 당류와 같은 탄수화물을 포도당과 같은 단당류로 분해한다.
- 뉴클레이스(핵산가수분해효소)는 핵산을 뉴클레오타이드로 분해한다.

사람의 소화계에서 소화의 주요 부위는 입, 위, 소장이다. 소화 효소는 다음과 같은 다양한 외분비샘에서 분비된다.
- 입의 침샘
- 위의 위샘
- 이자의 분비 세포(섬)
- 소장의 분비샘

## 입
동물과 사람이 섭취하는 음식물은 흡수되기 전에 보다 단순하고, 잘 용해되고, 잘 확산되는 물질로 분해되어야 한다. 입에서 침샘은 소화 및 소독을 돕는 일련의 효소들과 물질들을 분비한다. 이들 효소와 물질들에는 다음과 같은 것들이 있다.
- 혀 라이페이스: 지질의 소화는 입에서 시작된다. 혀 라이페이스는 지질 및 지방의 소화를 개시한다.
- 침 아밀레이스: 탄수화물 소화는 입에서 시작된다. 침샘에서 생성되는 아밀레이스는 복합 탄수화물, 주로 조리된 녹말을 더 작은 사슬이나 단당류로 분해한다. 침 아밀레이스는 때때로 프티알린이라고도 한다.
- 라이소자임: 음식물에는 필수적인 영양소 이외의 것도 포함되어 있다는 점을 고려해야 하는데, 예를 들어 세균이나 바이러스에 대해 라이소자임은 제한적이고 비특이적이지만 소화에 유익한 살균 기능을 수행한다.

주목할만한 것은 침샘의 다양성이다. 침샘에는 두 가지 유형이 있다.
- 장액샘: 장액샘은 물, 전해질 및 효소가 풍부한 분비물을 생성한다. 입에 있는 장액샘의 좋은 예는 귀밑샘이다.
- 혼합샘: 혼합샘은 장액 세포와 점액 세포를 둘 다 가지고 있으며, 혀밑샘 및 턱밑샘이 이에 해당된다. 이들의 분비액은 점액질이며 점성이 높다.

## 위
위에서 분비되는 효소는 위 효소이다. 위는 음식물을 섞고 부수는 기계적 소화와 효소에 의한 화학적 소화에서 중요한 역할을 한다. 다음은 위에서 생성되는 효소와 이들 효소의 기능에 대한 설명이다.
- 펩신은 주요 위 효소이다. 펩신은 비활성형인 펩시노젠(지모겐)으로 "주세포"라고 불리는 위세포에 의해 생성된다. 그런 다음 펩시노젠은 위산에 의해 활성형인 펩신으로 활성화된다. 펩신은 음식물의 단백질을 펩타이드 단편 및 아미노산과 같은 더 작은 분자로 분해한다. 따라서 단백질의 소화는 입에서 소화가 시작되는 탄수화물과 지질과는 달리 주로 위에서 시작된다. 그러나 특정 단백질을 분해하는 미량의 효소인 칼리크레인은 입 안의 침에서 발견된다.
- 위 라이페이스: 위 라이페이스는 위의 기저 점막의 주세포에서 분비되는 산성 라이페이스이다. 위 라이페이스의 최적 pH는 pH 3~pH 6이다. 위 라이페이스와 혀 라이페이스는 산성 라이페이스이다. 이들 라이페이스는 알칼리성 라이페이스(예: 이자 라이페이스)와는 달리 효소의 최적 활성을 위한 담즙산이나 보조라이페이스를 필요로 하지 않는다. 산성 라이페이스는 사람 성인의 소화 중에 일어나는 지질 가수분해의 30%를 담당하며, 위 라이페이스는 두 가지 산성 라이페이스 중 대부분을 차지한다. 신생아의 경우 산성 라이페이스가 훨씬 더 중요하며 총 지방분해 활성의 최대 50%를 차지한다.

다음은 위에서 생성되는 호르몬과 화합물 및 이들의 기능에 대한 설명이다.
- 염산(HCl): 염산은 본질적으로 양전하를 띤 수소 원자(H+), 즉 위산이며, 위의 벽세포에서 생성된다. 염산은 주로 섭취한 단백질을 변성시키고 음식물에 남아있는 세균이나 바이러스를 파괴하며, 펩시노젠을 펩신으로 활성화시키는 역할을 한다.
- 내인자(IF): 내인자는 위의 벽세포에서 생성된다. 비타민 B12는 회장 말단에서 흡수를 돕는 중요한 비타민이다. 처음에는 침샘에서 분비되는 합토코린이 비타민 B12에 결합하여, 비타민 B12-합토코린 복합체를 형성한다. 이 복합체의 목적은 위에서 생성되는 염산으로부터 비타민 B12를 보호하는 것이다. 위 속의 내용물이 위에서 십이지장으로 이동하면 합토코린은 이자 효소에 의해 절단되어 손상되지 않는 비타민 B12를 방출한다. 벽세포에서 생성된 내인자(IF)는 비타민 B12와 결합하여 비타민 B12-IF 복합체를 형성한다. 이 복합체는 회장의 말단 부분에서 흡수된다.
- 뮤신: 위는 산성이 강한 환경을 이용하여 세균과 바이러스를 파괴해야 하지만, 한편으로는 위산으로부터 자신의 점막을 보호해야 한다. 위가 자신을 보호하는 방법은 점액 세포를 통해 점액과 탄산수소염을 분비하고, 세포 분열을 통해 빠르게 손상된 세포를 교체하는 것이다.
- 가스트린: 가스트린은 위의 G 세포에서 생성되는 중요한 호르몬이다. G 세포는 음식물이 들어간 후 단백질이 위에 노출되고 난 다음에 일어나는 위가 늘어나는 것에 대한 반응으로 가스트린을 생성한다. 가스트린은 내분비 호르몬이며 혈류로 들어가 결국 위로 되돌아와서 벽세포를 자극하여 염산(HCl)과 내인자(IF)를 생성한다.

주목할만한 것은 위를 덮고 있는 세포들 사이의 기능적인 분할이다. 위에는 다음과 같이 4가지 유형의 세포가 있다.
- 벽세포: 염산 및 내인자를 생성한다.
- 주세포: 펩시노젠을 생성한다. 주세포는 주로 위의 중간 부분이나 윗 부분에서 발견된다.
- 소와 세포: 뮤신과 탄산수소염을 생성하여 위의 유미의 산이나 자극성 물질로부터 위벽을 보호하는 "중성적인 부분"을 만든다.
- G 세포: 위 점막이나 단백질의 팽창에 반응하여 호르몬인 가스트린을 생성하고 벽세포의 분비를 자극한다. G 세포는 위에서 가장 아래에 있는 부분인 유문부에 위치한다.

위에서 언급한 세포들에 의한 분비는 장신경계에 의해 조절된다. 위의 팽창 또는 미주신경에 의한 신경 지배(자율신경계의 부교감신경을 통해) 장신경계를 활성화시켜 아세틸콜린을 방출한다. 아세틸콜린은 G 세포와 벽세포를 활성화시킨다.

## 이자
이자는 내분비샘이자 외분비샘으로 순환계로 방출되는 내분비 호르몬(예: 인슐린, 글루카콘)을 생성하고 포도당 대사를 조절하며, 이자관을 통해 십이지장으로 이자액을 분비한다. 이자의 소화 또는 외분비 기능은 내분비 기능만큼 건강 유지에 중요하다.
다음과 같이 두 가지 유형의 이자 세포가 소화 효소를 만든다.
- 췌관세포: 유문을 통해 십이지장으로 들어가는 위 유미즙의 산성을 중화시키는 역할을 하는 탄산수소염(HCO3)의 생성을 주로 담당한다. 이자의 췌관세포는 세크레틴 호르몬에 의해 자극되어 탄산수소염이 풍부한 분비물을 생성하며, 이는 본질적으로 바이오피드백 메커니즘이다. 십이지장으로 들어가는 고산성의 위 유미액은 S 세포라는 십이지장 세포를 자극하여 세크레틴 호르몬을 생성하고 혈류로 방출한다. 혈액으로 들어간 세크레틴은 결국 이자의 췌관세포와 접촉하여 탄산수소염이 풍부한 분비액을 생성하도록 자극한다. 세크레틴은 또한 G 세포에 의한 가스트린의 생성을 억제하고, 이자의 샘꽈리중심세포가 이자 효소를 생성하도록 자극한다.
- 샘꽈리중심세포: 주로 소장으로 분비되면 활성화되고, 단백질, 지방, DNA, RNA를 분해하여 소화 기능을 수행하는 불활성 형태의 이자 효소(지모겐)의 생성을 담당한다. 샘꽈리중심세포는 십이지장의 장세포(I 세포)에 의해 생성되는 호르몬이자 신경전달물질인 콜레시스토키닌(CCK)에 의해 자극된다. 콜레시스토키닌은 이자의 지모겐의 생성을 자극한다.

췌관세포 및 샘꽈리중심세포의 분비물로 구성된 이자액에는 다음과 같은 소화 효소들이 포함되어 있다.
- 트립시노젠은 불활성형(지모겐)의 프로테에이스로, 일단 십이지장에서 트립신으로 활성화되면 단백질의 염기성 아미노산 부위를 분해한다. 트립시노젠은 십이지장 효소인 엔테로펩티데이스를 통해 활성형인 트립신으로 활성화된다.
- 키모트립시노젠은 불활성형(지모겐)의 프로테에이스로, 일단 십이지장에서 엔테로펩티데이스에 의해 활성화되면 키모트립신으로 전환되고 단백질의 방향족 아미노산 부위를 분해한다. 키모트립시노젠은 트립신에 의해 활성화될 수도 있다.
- 카복시펩티데이스는 단백질의 말단 아미노산을 분해하는 프로테에이스이다.
- 여러 엘라스테이스는 엘라스틴 및 다른 단백질들을 분해한다.
- 이자 라이페이스는 트라이글리세라이드를 2개의 지방산과 1개의 모노글리세라이드로 분해한다.[3]
- 스테롤 에스터레이스
- 포스포라이페이스
- DNase 및 RNase와 같은 핵산을 분해하는 여러 뉴클레이스.
- α-결합으로 연결된 포도당 중합체인 녹말과 글리코젠을 분해하는 이자 아밀레이스. 사람은 β-결합으로 연결된 포도당 중합체인 셀룰로스를 소화할 수 있는 셀룰레이스가 결핍되어 있다.

앞에서 서술한 내인성 효소들 중 일부는 이자 외분비 기능부전이 있는 사람에게 투여되는 약물 대응물 이자 효소가 있다.
이자의 외분비 기능은 이자액의 분비를 조절하는 바이오피드백 기전에 대한 주목할만한 신뢰성에 기인한다. 다음과 같은 중요한 이자 바이오피드백 메커니즘은 이자액의 균형 및 생산 유지에 필수적이다.
- 높은 수소 이온 농도(높은 산성도)를 함유하는 위 유미에 반응하여 십이지장의 S 세포에 의해 생성되는 호르몬인 세크레틴은 혈류로 방출된다. 세크레틴이 소화관으로 되돌아오면, 분비물은 위 배출을 감소시키고 췌관세포의 분비를 증가시킬 뿐만 아니라 이자의 샘꽈리중심세포를 자극하여 지모겐이 포함된 분비액을 방출한다.
- 콜레시스토키닌(CCK)은 지방 및 단백질을 많이 포함하고 있는 유미에 반응하여 십이지장의 I 세포에 의해 방출되는 독특한 펩타이드이다. 내분비 호르몬인 세크레틴과 달리 콜레시스토키닌은 실제로 신경 회로의 자극을 통해 작동하며, 최종적으로 샘꽈리중심세포가 내용물을 방출하도록 자극한다. 콜레시스토키닌은 또한 쓸개의 수축을 증가시켜 쓸개즙이 쓸개주머니관, 총담관을 통해 결국 십이지장으로 짜내지도록 한다. 쓸개즙은 지방을 유화시키고, 표면적을 증가시켜서 지방의 흡수를 돕는다. 쓸개즙은 간에서 만들어지지만, 쓸개에 저장된다.
- 위 억제 폴리펩타이드(GIP)는 다량의 탄수화물, 단백질 및 지방산을 함유하고 있는 유미에 반응하여 십이지장 점막 세포에 의해 생성된다. 위 억제 폴리펩타이드의 주요 기능은 위 배출을 줄이는 것이다.
- 소마토스타틴은 십이지장의 점막 세포와 이자의 델타 세포에서 생성되는 호르몬이다. 소마토스타틴은 이자 호르몬을 포함한 주요 호르몬들의 분비 억제 효과를 지니고 있다.

## 소장
십이지장에서는 다음과 같은 효소 및 호르몬들이 생성된다.
- 세크레틴: 위 유미의 산성도에 반응하여 십이지장의 S 세포에 의해 생성되는 내분비 호르몬이다.
- 콜레시스토키닌(CCK)은 지방 및 단백질을 많이 포함하고 있는 유미에 반응하여 십이지장의 I 세포에 의해 방출되는 독특한 펩타이드이다. 내분비 호르몬인 세크레틴과 달리 콜레시스토키닌은 실제로 신경 회로의 자극을 통해 작동하며, 최종적으로 샘꽈리중심세포가 내용물을 방출하도록 자극한다.[5] 콜레시스토키닌은 또한 쓸개의 수축을 증가시켜 미리 저장된 쓸개즙을 쓸개주머니관으로 방출하고, 결국에는 총담관을 통해 십이지장으로 방출한다. 콜레시스토키닌은 또한 바터팽대부를 통한 흐름을 조절하는 괄약근인 오디괄약근의 색조를 감소시킨다. 콜레시스토키닌은 위의 활동을 감소시키고 위 배출을 감소시켜 위 유미의 산성도를 중화시키기 위해 작용하는 이자액이 충분한 시간을 가지고 작용할 수 있도록 한다.
- 위 억제 폴리펩타이드(GIP)는 십이지장의 점막 세포에 의해 생성되며, 위의 운동성을 감소시킨다.
- 모틸린은 모틸린 수용체라는 특수 수용체에 의해 위장의 운동성을 증가시킨다.
- 소마토스타틴은 십이지장의 점막 세포와 이자의 델타 세포에서 생성되는 호르몬이다. 소마토스타틴의 주요 기능은 다양한 분비 기작을 억제하는 것이다.

소장의 내벽에는 위에서 방출된 유미를 흡수 가능한 입자 형태로 분해하는 기능을 수행하는 수많은 솔가장자리 효소들이 있다. 이들 효소는 연동 운동이 일어나는 동안 영양소 분자들을 흡수한다. 다음은 소장 내벽의 솔가장자리 효소들이다.
- 펩톤 및 폴리펩타이드를 아미노산으로 전환시키는 다이펩티데이스 및 아미노펩티데이스를 비롯한 다양한 엑소펩티데이스 및 엔도펩티데이스.[6]
- 말테이스는 1분자의 엿당을 2분자의 포도당으로 분해한다.
- 락테이스는 1분자의 젖당을 1분자의 포도당과 1분자의 갈락토스로 분해한다. 중동 및 아시아 인구의 대다수는 락테이스가 결핍되어 있다. 락테이스는 또한 나이가 들면서 감소한다. 이러한 젖당불내증은 중동, 아사아 인구 및 고령자에게서 흔히 관찰되며, 복부 팽만감, 복통 및 삼투성 설사로 나타난다.
- 수크레이스는 1분자의 설탕을 1분자의 포도당과 1분자의 과당으로 분해한다.
- 기타 이당류가수분해효소

## 식물
효소와 산은 식충식물에서 곤충을 분해하고, 일부 식물에서는 작은 동물을 분해하기도 한다. 일부 식물에서는 먹이에 대한 접촉을 증가시키기 위해 잎이 접히도록 하며, 다른 식물에서는 작은 용기 같은 구조에 소화액을 담고 있다. 그런 다음 소화액은 필요한 질산염과 인을 얻기 위해 먹이를 소화하는 데 사용된다. 이들 식물에서 필요한 영양소의 흡수는 일반적으로 다른 식물들보다 더 효율적이다. 소화 효소는 식충 식물과 동물에서 각각 독립적으로 발생했다.
헬리암포라속(Heliamphora) 식물과 같은 일부 식충식물은 소화 효소를 사용하지 않지만, 세균을 사용하여 음식물을 분해한다. 이 식물은 소화액이 없고, 먹이가 부패되는 것을 이용한다.
일부 식충식물들에서 발견되는 소화 효소 및 물질은 다음과 같다.
- 가수분해 과정
- 가수분해효소인 에스터레이스
- 프로테에이스
- 뉴클레이스
- 인산가수분해효소
- 글루칸가수분해효소
- 과산화효소
- 유기 화합물인 요소류
- 키틴가수분해효소

## 같이 보기
- 가수분해효소
- 탄수화물가수분해효소
- 단백질가수분해효소
- 지질가수분해효소
- 핵산가수분해효소
- 에렙신